# Paul Heyman
Paul Heyman (New York, 11 september 1965) is een Amerikaans professioneel worstelmanager, voormalig promotor en uitvoerend producent die sinds 2012 actief is in de World Wrestling Entertainment.
Heyman gaat door als de beste manager in het professioneel worstelen aller tijden.. Hij debuteerde in 1986 in de worstelwereld en bekwam vanaf 1993 de CEO en de creative kracht achter de welbekende worstelorganisatie Extreme Championship Wrestling (ECW) van 1983 tot 2001.
Heyman werd in 2005 opgenomen in de Wrestling Observer Newsletter Hall of Fame en op 5 april 2024 in de WWE Hall of Fame.

## Professioneel worstelcarrière
Heyman begon als een fotograaf en schrijver voor verscheiden worstelmagazines zoals Pro Wrestling Illustrated. Op 2 januari 1987 maakte Heyman zijn debuut als professioneel worstelmanager nadat hij optrad in een lokale onafhankelijke worstelorganisatie voordat hij in februari 1997 naar Florida Championship Wrestling ging, als Paul E. Dangerously. Later ging hij naar de Continental Wrestling Association en de American Wrestling Association (AWA). Na zijn vertrek bij AWA, ging Heyman naar de Continental Wrestling Federation.
In 1988 ging Heyman naar de Jim Crockett Promotions, dat een voorloper was van de World Championship Wrestling, als een ringaankondiger en werd later opnieuw een worstelmanager. In 1993 besloot Heyman om de WCW te verlaten.

### Eastern Championship Wrestling / Extreme Championship Wrestling (1993–2001)
Na zijn vertrek van WCW, wilde Heyman samen met Jim Crockett jr. een nieuwe organisatie oprichten in Texas, maar op hetzelfde moment was Eddie Gilbert een "booker" voor NWA Eastern Championship Wrestling, een worstelorganisatie in Philadelphia. Heyman hielp Gilbert om te leren hoe ze jongeren moesten opvoeren voor hun interviews en uiteindelijk werd Heyman lid van het creatieve team van het bedrijf, in september 1993.
Als Paul E. Dangerously werd Heyman manager van verscheidene worstelaars zoals Sabu die later het ECW World Heavyweight Championship en het ECW World Television Championship veroverde. Later werd hij bekend nadat hij op de ring Sherri Martel aanviel met een grote mobiele telefoon.
In 1994 besloten Heyman en Gordon, eigenaar van het bedrijf, om de naam "Eastern" te verwijderen omdat het bedrijf hun overeenkomst met de National Wrestling Alliance (NWA) beëindigde en vernoemde het bedrijf tot Extreme Championship Wrestling (ECW). Heyman breidde zijn visie van de ECW uit en werd uiteindelijk wereldwijd bekend vanwege hun typische "hardcore" wedstrijden. Uiteindelijk ging de ECW failliet in 2001 en werd voor twee miljoen dollar gekocht door de WWE.

### World Wrestling Federation/Entertainment (2001-2006 & 2012-heden)

#### 2001-2006
In 2001 werd Heyman een vaste commentator voor de WWF omdat Jerry Lawler tijdelijk de WWF verliet en Heyman werd co-commentator van Raw, in maart 2001. Tijdens deze periode had hij een vete met hoofdcommentator Jim Ross. In juli 2001 richtte Heyman een stable op met voormalige ECW-worstelaars en vormde alliantie met Shane McMahons stable met WCW-worstelaars. Uiteindelijk werd de alliantie verslagen door de WWF en Heyman verscheen niet meer op het scherm.
In maart 2002 keerde Heyman terug als manager van Brock Lesnar en zorgde ervoor dat Lesnar het WWE Undisputed Championship kon veroveren door The Rock te verslaan op SummerSlam 2002. In eind 2002 liep hun samenwerking af.
In oktober 2003 is hij General Manager geworden van SmackDown omdat zijn voorganger, Stephanie McMahon een wedstrijd verloor van haar vader, Vince McMahon, op No Mercy 2003, en ze werd geforceerd om ontslag te nemen. Hij bleef zijn rol als General Manager te vervullen tot in 2004.
In 2004 keerde Heyman weer terug op het scherm en werd manager van de Dudley Boyz. In 2005 organiseerde Heyman met ECW One Night Stand 2006, een pay-per-viewevenement, dat plaatsvond op 12 januari 2005 en verscheen op deze evenement voorde laatste keer op het scherm.
Op 10 juli 2005 werkte Heyman voltijds voor de Ohio Valley Wrestling, dat toen ook als opleidingscentrum van WWE fungeerde, als schrijver.
In een aflevering van Raw op 22 mei 2006 verscheen Heyman als ECW-vertegenwoordiger om het ECW One Night Stand 2006 te promoten en Heyman kondigde aan dat het ECW opnieuw gelanceerd zou worden. Dit leidde tot naast Raw en SmackDown een nieuw derde WWE-merk dat de naam WWE ECW kreeg. Heyman werd de General Manager van ECW en in eind december 2006 verliet hij het bedrijf.

#### 2012-heden

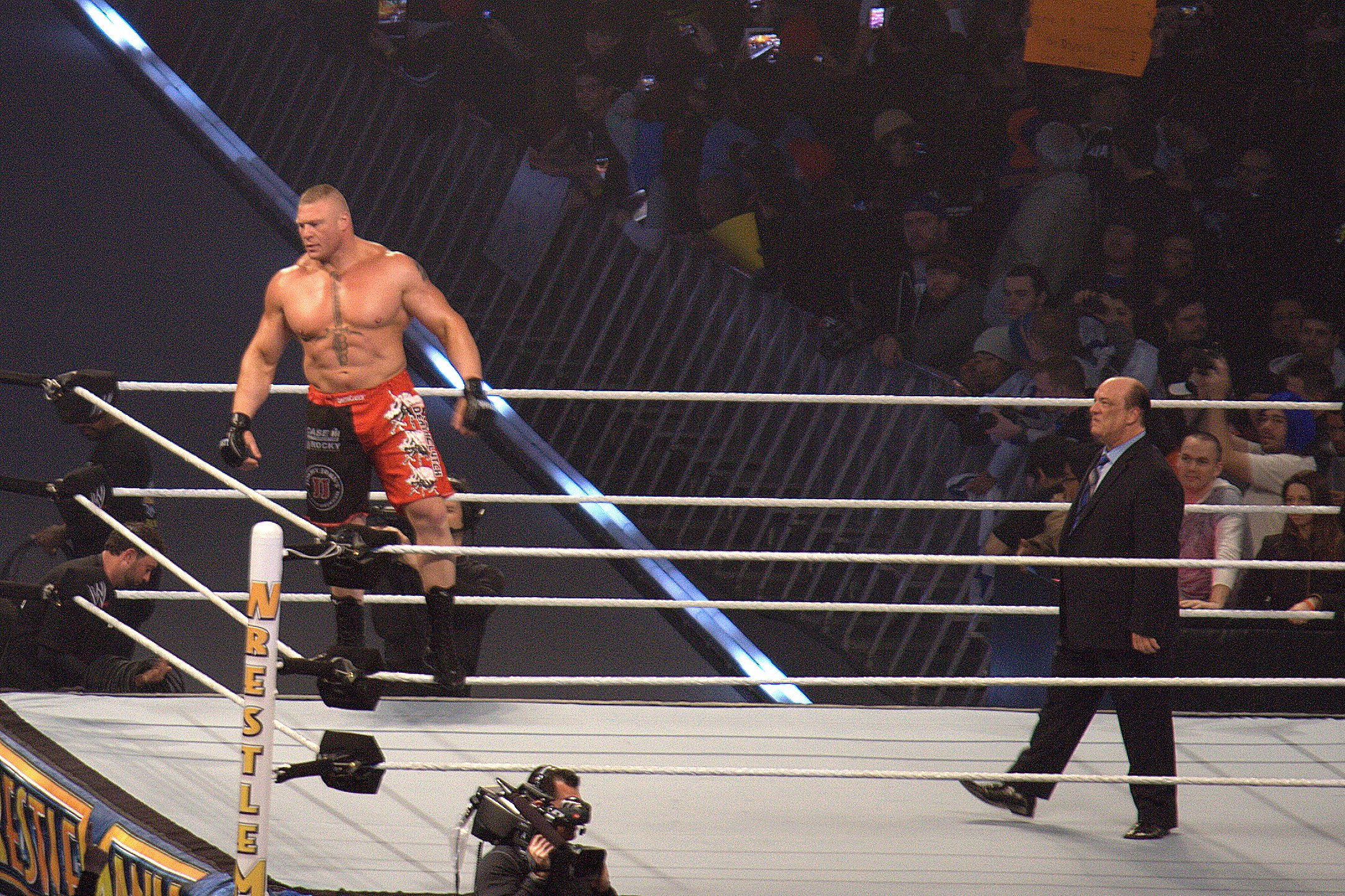
Brock Lesnar en Paul Heyman op WrestleMania 29

Op 7 mei 2012, in een Raw-aflevering, maakte Heyman zijn rentree in de WWE als Brock Lesnars "legal advisor". Heyman en Lesnar daagden Triple H uit voor een wedstrijd op SummerSlam 2012 waarbij Lesnar die won. In het eerstvolgend aflevering van Raw kondigde Lesnar zijn kayfabe (fictieve) vertrek aan. In september 2012 vormde Heyman een alliantie met CM Punk nadat hij John Cena aanviel.
In 2013 begon Heyman en Punk The Undertaker meermaals uit te dagen omdat Punk de urn van Paul Bearer stal en dat leidde tot een wedstrijd tussen hen op WrestleMania 29, maar tussendoor zorgde Heyman ook ervoor dat Lesnar een No Holds Barred match had tegen Triple H die ook plaatsvond op WrestleMania 29. Zowel Lesnar en Punk verloren hun wedstrijden.
In april 2013 informeerde Heyman dat Lesnar, Triple H opnieuw wilde uitdagen voor een Steel Cage match op Extreme Rules 2013 (19 mei 2013) en Triple H accepteerde de uitdaging.
Op 20 mei 2013, tijdens WWE Monday Night RAW, introduceerde Heyman zijn nieuwste aanwinst "Curtis Axel" (bekend als Michael McGillicutty) als zijn nieuwe Heyman Guy. Al snel wou CM Punk Heyman niet meer om te managen en Heyman begon dan te managen met Ryback.
Op 5 april 2024 werd Heyman opgenomen in de WWE Hall of Fame.

## Gemanagede worstelaars
- Tommy Rich
- Dennis Condrey
- Randy Rose
- Colonel DeBeers
- Adrian Adonis
- Samoan Swat Team
- Mean Mark Callous
- Madusa
- Don Muraco
- Jimmy Snuka
- Eddie Gilbert
- Dark Patriot
- Sabu
- Taz/Tazmaniac
- 911
- Brock Lesnar
- Big Show
- Kurt Angle
- A-Train
- Heidenreich
- Rob Van Dam
- Matt Morgan
- Nathan Jones
- Rhino
- Rick Rude
- Shane Douglas
- Tommy Dreamer
- Cowboy Bob Orton
- Test
- Hardcore Holly
- CM Punk
- Curtis Axel
- Ryback
- Antonio Cesaro
- Roman Reigns
- The Bloodline
- Seth Rollins (huidig)
- Bron Breakker (huidig)
- Bronson Reed (huidig)

## Prestaties
- Inside The Ropes Magazine
  - Manager of the Year (2020)
- Pro Wrestling Illustrated
  - Faction of the Year (2022) – met The Bloodline
  - Manager of the Year (1992)
- WWE
  - WWE Hall of Fame (Class of 2024)
  - WWE Year-End Award (1 keer)
    - Best on the Mic (2018)

  - Slammy Award (1 keer)
    - Mic Drop of the Year (2024) – Cody Rhodes vertellen dat zijn vader, Dusty Rhodes, hem vertelde dat "Roman Reigns de zoon was die hij altijd al wilde" op Raw (6 februari 2023)
- Wrestling Observer Newsletter
  - Feud of the Year (2023) als lid van The Bloodline vs. Kevin Owens en Sami Zayn
  - Best Color Commentator (1991)
  - Best Booker (1994–1997, 2002)
  - Best on Interviews (2013–2014)
  - Best Non-Wrestler (2001, 2002, 2004, 2012–2014, 2018, 2019, 2021, 2022)
  - Best Non-Wrestler of the Decade (2010s)
  - Best on Interviews of the Decade (2010s)
  - Most Disgusting Promotional Tactic (2012) Nam contact op met CM Punk, maak gebruik van de echte hartaanval van Jerry Lawler en speelde beelden af van hem die bijna dood is
  - Wrestling Observer Newsletter Hall of Fame (Class of 2005)